# Saraj (Macedonia Północna)
Saraj, (mac. Сарај) – wieś w Macedonii Północnej; niedaleko Skopje, 26 tys. mieszkańców (2006).